# بوهروال (أغواطيم الشمالية)
بوهروال هو دُوَّار يقع بجماعة تحناوت، إقليم الحوز، جهة مراكش آسفي في المملكة المغربية. ينتمي الدوّار لمشيخة أغواطيم الشمالية التي تضم 41 دوار. يقدر عدد سكانه بـ 247 نسمة حسب الإحصاء الرسمي للسكان والسكنى لسنة 2004.

## روابط خارجية
- البوابة الوطنية للجماعات الترابية نسخة محفوظة 12 مارس 2018 على موقع واي باك مشين.
- المندوبية السامية للتخطيط